# 哈达什—塔阿勒
哈达什—塔阿勒（希伯來語：חד״ש־תע״ל）是以色列的一个选举联盟，由和平与平等民主阵线（简称“哈达什”）和阿拉伯复兴运动（简称“塔阿勒”）组成。该联盟在2003年为参加第16届议会选举而首次成立，并在2019年4月和2022年的议会选举前再次出现。